# Ваазеб
Ваазеб (ВЗБ (W`ZB), огласуется как Ваазеб (Wa`zeb)) или Элла-Габаз — царь Аксума (расцвет деятельности в середине VI века). Он использует имя «Элла-Габаз» на монетах своей чеканки, но называет себя W`ZB в надписи, где он заявляет, что он «сын Элла-Асбахи» или царя Калеба.
При рассмотрении этого царя С. Мунро-Хэй, опираясь на материалы жизнеописания Аббы Либаноса, «апостола Эритреи», в котором упоминается царь по имени «За-Габаза Аксум», высказывает предположение, что Элла-Габаз и За-Габаза могут быть эпитеты, принятые царём W`ZB, и указывают, что тот осуществил некоторое важное строительство у собора Марйам-Цийон (или Церковь Марии Сионской) в Аксуме.